# Roman Komarnicki
Roman Komarnicki (wym. [romɒn komɒrnitski]; ur. 1887 w Wiedniu, zm. 22 marca 1973 w Budapeszcie) – węgierski taternik, alpinista, prawnik, adwokat, prezes Union Internationale des Avocats, poeta i młodszy brat innego taternika Gyuli Komarnickiego.

## Życiorys
Roman Komarnicki był aktywnym taternikiem w latach 1906–1912, wspinał się głównie ze swoim starszym bratem Gyulą. Podobnie jak on, był aktywistą Budapeszteńskiego Akademickiego Towarzystwa Turystycznego i jego prezesem w latach 1911–1913. W Alpach był m.in. w 1908 roku, gdzie wraz z bratem dokonał narciarskich wejść na Rax i Schneeberg. Był autorem kilku taternickich wspomnień m.in. Auf dem Nordwestgrat der Eistalerspitze (o pierwszym przejściu Kapałkowej Grani) i A Koprovacsúcs északi fala. Jego autorstwa jest również wspomnienie o Klimku Bachledzie, które opublikowane zostało w latach 1910–1911. Opisał także dwie próby zdobycia południowej ściany Zamarłej Turni w 1909 roku.

## Ważniejsze tatrzańskie osiągnięcia wspinaczkowe

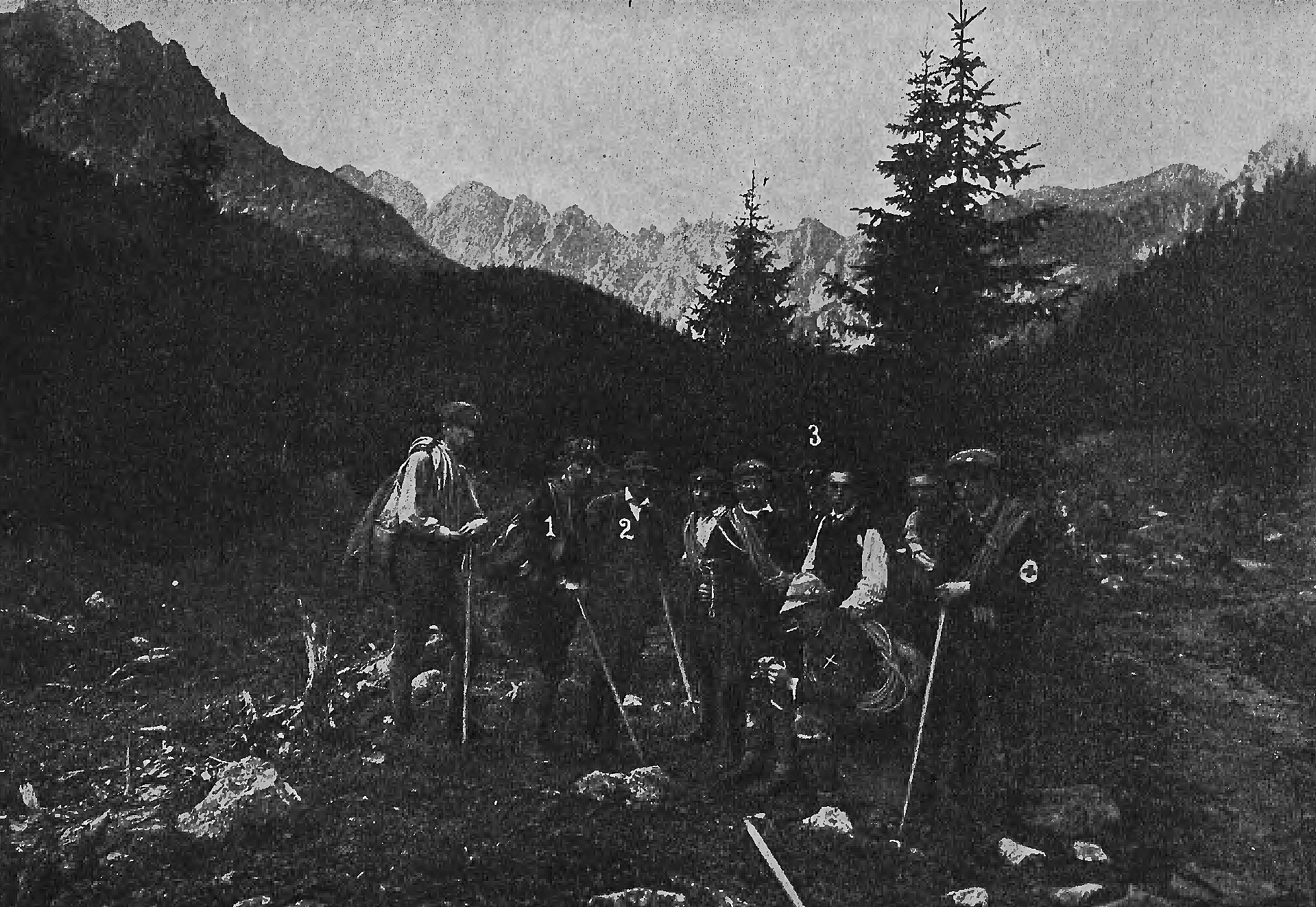
Akcja poszukiwania Stanisława Szulakiewicza w Tatrach na początku sierpnia 1910. Na zdjęciu bracia Komarniccy (1, 3)

- uczestnik pierwszego przejścia północno-zachodniej ściany Zadniego Gerlacha,
- uczestnik pierwszego przejścia wschodniej ściany Łomnicy,
- uczestnik pierwszego przejścia północnej ściany Hrubego Wierchu,
- uczestnik pierwszego przejścia północno-zachodniej ściany Żłobistego Szczytu,
- uczestnik pierwszego przejścia północnej ściany Małego Jaworowego Szczytu,
- uczestnik pierwszego przejścia południowej ściany Batyżowieckiego Szczytu,
- uczestnik pierwszego przejścia całej Grani Hrubego,
- pierwsze wejście zimowe na Mały Durny Szczyt, wraz z bratem, Lajosem Károlyem Hornem i Jenő Serényim,
- pierwsze wejście zimowe na Durny Szczyt, wraz z Ede Hrubym, Oszkárem Jordánem i Serényim.